# Candida (sång)
Candida är en poplåt av den amerikanska musikgruppen Dawn, skriven av Toni Wine och Irwin Levine. Det var gruppens första singel, och egentligen en ren studioproduktion med Tony Orlando som sångare. Orlando medverkade anonymt på inspelningen som gjordes för Bell Records, då han själv var knuten till bolaget Columbia. Låten utgavs 1970 och blev en hit i flera länder under senare delen av året.
På grund av Tony Orlandos krav på anonymitet gavs vissa skivomslag med låten ut med bilder på orelaterade personer som fick föreställa Dawn. Orlando spelade in sin del av sången separat och vilka de kvinnor som körar är inte helt känt.

## Listplaceringar
| Lista (1970)   | Position              |
| -------------- | --------------------- |
| Australien     | 9 (Go Set)            |
| Kanada         | 2 (RPM)               |
| Norge          | 4 (VG-lista)          |
| Nya Zeeland    | 2 (NZ Listner)        |
| Spanien        | 1                     |
| Storbritannien | 9                     |
| Sverige        | 1 (Kvällstoppen)      |
| Sverige        | 1 (Tio i topp)        |
| USA            | 3 (Billboard Hot 100) |
| Västtyskland   | 18                    |